# 林郁夫 (政治家)
林 郁夫（はやし いくお、1960年〈昭和35年〉6月1日 - ）は、日本の政治家。元愛知県知立市長（4期）、元知立市議会議員（2期）。

## 来歴
愛知県知立市八橋町出身。知立市立知立中学校、愛知県立岡崎高等学校卒業。1983年（昭和58年）3月、静岡大学卒業。同年4月、知立市役所入庁。
2002年（平成14年）に市役所を退職。同年7月28日に行われた知立市議会議員選挙に出馬し初当選。市議を2期務める。

### 2008年知立市長選挙
2008年（平成20年）11月30日執行。民主党の推薦を受けて出馬し、自由民主党と公明党の推薦を受けた現職の本多正幸市長を破り初当選した。12月24日、市長就任。
※当日有権者数：50,836人 最終投票率：55.82%（前回比：＋8.7pts）
| 候補者名 | 年齢 | 所属党派 | 新旧別 | 得票数   | 得票率 | 推薦・支持             |
| -------- | ---- | -------- | ------ | -------- | ------ | ---------------------- |
| 林郁夫   | 48   | 無所属   | 新     | 16,454票 | 58.66% | （推薦）民主党         |
| 本多正幸 | 58   | 無所属   | 現     | 11,598票 | 41.34% | （推薦）自民党・公明党 |

### 2012年知立市長選挙
2012年（平成24年）12月2日執行。元市議の杉原透恭（自民党推薦）を破り、2期目の当選。
※当日有権者数：52,314人 最終投票率：47.42%（前回比：－8.4pts）
| 候補者名 | 年齢 | 所属党派 | 新旧別 | 得票数   | 得票率 | 推薦・支持     |
| -------- | ---- | -------- | ------ | -------- | ------ | -------------- |
| 林郁夫   | 52   | 無所属   | 現     | 16,478票 | 67.47% |                |
| 杉原透恭 | 48   | 無所属   | 新     | 7,943票  | 32.53% | （推薦）自民党 |

### 2016年知立市長選挙
2016年（平成28年）11月27日執行。3期目の当選。投票率は38.67％で過去最低を記録した。
※当日有権者数：54,501人 最終投票率：38.67%（前回比：－8.75pts）
| 候補者名 | 年齢 | 所属党派 | 新旧別 | 得票数   | 得票率 | 推薦・支持             |
| -------- | ---- | -------- | ------ | -------- | ------ | ---------------------- |
| 林郁夫   | 56   | 無所属   | 現     | 16,754票 | 80.55% | （推薦）自民党・民進党 |
| 岩城道雄 | 67   | 無所属   | 新     | 4,045票  | 19.45% |                        |

### 2020年知立市長選挙
2020年（令和2年）11月22日告示、林以外に立候補者がいなかったため無投票で4選。

## 市政
知立駅周辺整備事業

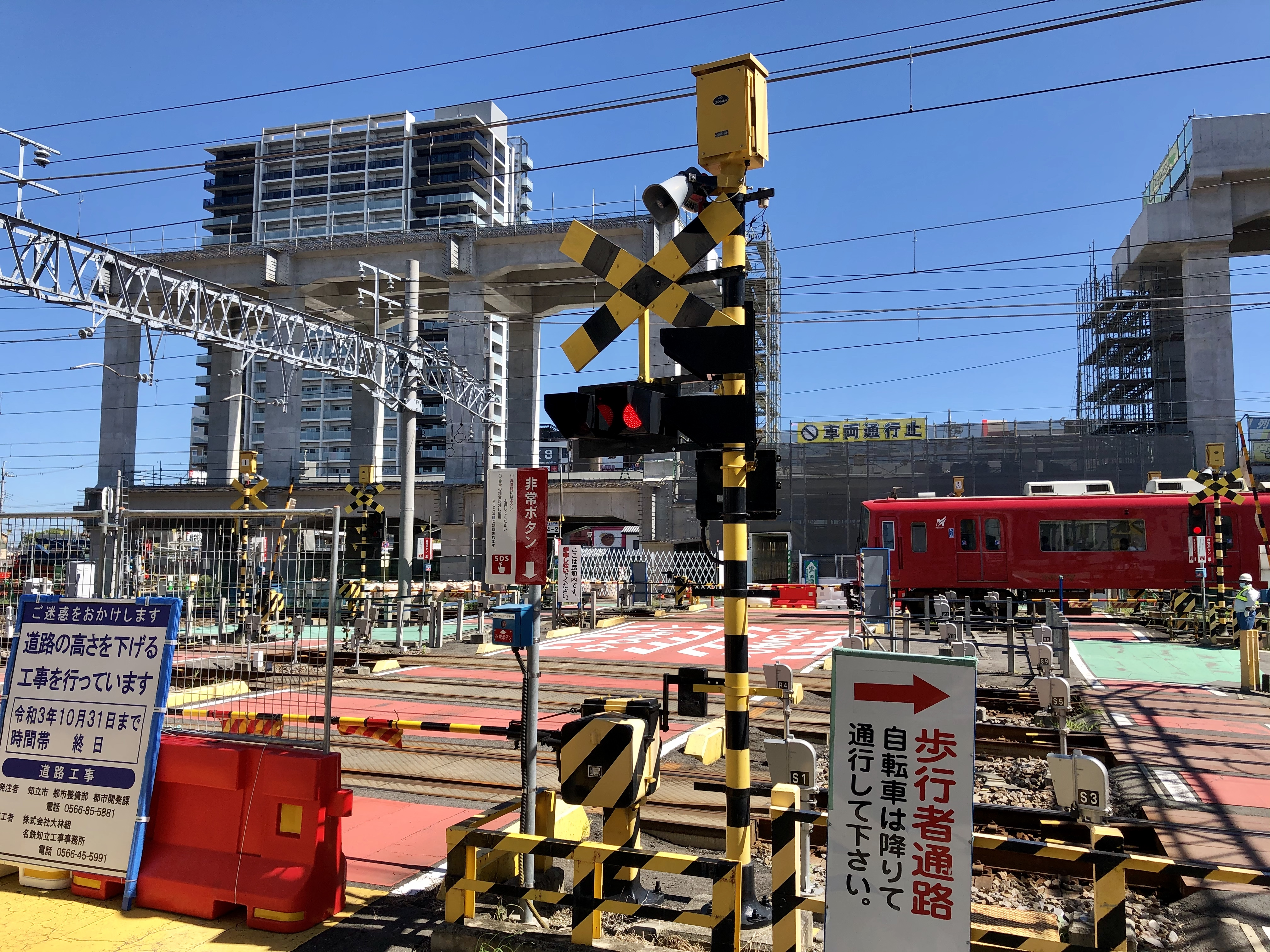
知立市では、県を事業主体に知立駅の連続立体交差事業が進められている。林は同駅の高架化を「百年に一度の事業」と位置づけ、駅周辺の土地区画整理や再開発を同時に推進している。

知立市が取り組んでいる「知立駅周辺整備事業」は以下の4つの事業から成り立っている。

（1）知立駅付近連続立体交差事業（事業主体：愛知県）

（2）知立駅周辺土地区画整理事業（施工者：知立市）

（3）移設駅周辺整備事業（施工者：知立市）

（4）知立駅北地区市街地再開発事業（施工者：知立駅北地区市街地再開発組合）
駅の高架化を目的とする「知立駅付近連続立体交差事業」は総事業費610億円のうち、国と名鉄の負担を除く事業費260億円を、愛知県と知立市が1対1の割合で各130億円負担することになっていた。2012年（平成24年）1月23日、林は、副市長、市議会正副議長、特別委員会の正副委員長らとともに大村秀章知事と面会し、負担金の減額の要望を行った。要望は奏功し、県は2月、130億円のうち23億円を国と県が負担することで知立市の負担を軽減すると回答した。
2016年（平成28年）7月、知立駅周辺整備事業の一環として、「知立市周辺街並みデザインプロジェクト会議」を立ち上げた。同会議は、市の若手職員9人による「職員部会」と知立市商工会関係者や市民15人による「市民部会」で組織され、知立駅の高架化工事にあわせて整備が進む同駅周辺の将来像について話し合いが続けられた。2018年（平成30年）1月25日、市議会の知立駅周辺整備特別委員会で、デザインプロジェクト会議がまとめた構想案が発表された。構想案では、駅周辺再開発の全体のコンセプトが「現代版宿場町」と設定された。林は「若手職員や市民がしっかり考えてくれた素晴らしいデザイン」と評価し、これを採用した。
2020年（令和2年）3月、知立市都市計画マスタープランを改定。農業振興地域が広がる八橋町や谷田町など4地区を、企業誘致の受け皿となる「産業促進拠点」に追加指定した。
その他
- 2014年（平成26年）9月、市のマスコットキャラクターデザインの一般募集を行った[19]。市民投票の上位10点の中から最優秀賞として選ばれた「ちりゅっぴ」が12月に誕生。ちりゅっぴは徐々に人気を集め、2017年11月18日、19日に三重県名張市で開催された「ゆるキャラグランプリ」では2位を獲得した[20]。市内の郵便ポストをちりゅっぴのイラストでラッピングするなど、観光振興に努めている[21]。
- 2020年（令和2年）6月1日、新型コロナウイルス対策の財源に充てるため、自身の7月から12月までの月額給与の減額率を現行の10％から20％に変更し、12月期末手当を全額カットする条例案を市議会定例会に提出した。副市長については月額給与を7％、12月期末手当を50％減額し、教育長については月額給与を5％、12月期末手当を50％減額する[22][23]。
- 2023年（令和5年）4月1日、性的少数者（LGBTなど）のカップルを婚姻相当とし、同居する子どもの関係を家族として認定する「知立市パートナーシップ・ファミリーシップ制度」を導入した[24]。